# Lilla Kröntjärnen
Lilla Kröntjärnen är en sjö i Hofors kommun i Gästrikland och ingår i Gavleåns huvudavrinningsområde. Sjön är 5 meter djup, har en yta på 0,034 kvadratkilometer och är belägen 195 meter över havet.